# Tomás Arias
Tomás Arias (29 de dezembro de 1856 na Cidade do Panamá, Panamá - 20 de julho de 1932, em Cidade do Panamá, Panamá) foi um político e empresário panamenho que foi, juntamente com José Agustín Arango e Federico Boyd, membro da junta provisória que governou o Panamá depois da sua independência em 1903.
Arias foi um dos principais líderes do movimento que levou à separação do Panamá da Colômbia, que até então fora um departamento da Colômbia. Sua eloquência e talento como orador público rendeu-lhe a designação de diplomata representando o istmo do Panamá.
Em sua carreira política, ocupou vários cargos: administrador das Finanças, membro da Assembleia Departamental (1882), Deputado no Congresso da Colômbia, senador (1888-1892), secretário de governo (1893-1900), Ministro das Relações Exteriores, presidente da Assembleia Nacional (1906), ministro do Panamá no México, cônsul do Panamá, Presidente da República do Panamá (1903-1904).
Arias, bem como José Agustín Arango, defendeu o Tratado Hay-Bunau-Varilla porque estava convencido de que era a única garantia da possível construção do Canal do Panamá.